# جيمي هندريكس
جيمي هندريكس (بالإنجليزية: Jimi Hendrix)
(27 نوفمبر 1942 - 18 سبتمبر 1970) عازف بلوز وروك أمريكي من أصل أفريقي، عرف بمهارته في عزف الغيتار الكهربائي. توفي في سن مبكر (22 عاماً)، ولكن كان له تأثيراً كبيراً على التغييرات في موسيقى الروك إن رول. كما ساهم في تطوير آلة الجيتار الكهربائي وإدخال بعض الخواص عليه.
ولد في مدينة سياتل بواشنطون. تتضمن أعماله: "Are You Experienced" (عام 1967)، و"Axis: Bold as Love" (عام 1967)، و"Electric Ladyland" (عام 1968). قام بالسفر إلى لندن بإنجلترا في عام 1966 للغناء مع فرقته «ذي إكسبريينس» (The Experience) المكونة من ثلاثة أشخاص والتي كسبت شهرة كبيرة في أوروبا، بين عامي 1967 و 1969، ومع فرقة «باند أوف جيبسيز» (Band of Gypsys) بين عامي 1969 و 1970. كما ظهر في مهرجان مونتري بوب (عام 1967) ووودستوك. توفي في لندن في عام 1970.

## وصلات خارجية
- جيمي هندريكس على موقع IMDb (الإنجليزية)
- جيمي هندريكس على موقع الموسوعة البريطانية (الإنجليزية)
- جيمي هندريكس على موقع روتن توميتوز (الإنجليزية)
- جيمي هندريكس على موقع ألو سيني (الفرنسية)
- جيمي هندريكس على موقع ميوزك برينز (الإنجليزية)
- جيمي هندريكس على موقع رولينغ ستون (الإنجليزية)
- جيمي هندريكس على موقع قاعدة بيانات برودواي على الإنترنت (الإنجليزية)
- جيمي هندريكس على موقع إن إن دي بي (الإنجليزية)
- جيمي هندريكس على موقع أول ميوزيك (الإنجليزية)
- جيمي هندريكس على موقع ديسكوغز (الإنجليزية)
- الموقع الرسمي